# Zhongtou (köpinghuvudort i Kina, Henan Sheng, lat 33,99, long 113,34)
Zhongtou är en köpinghuvudort i Kina. Den ligger i provinsen Henan, i den centrala delen av landet, omkring 91 kilometer söder om provinshuvudstaden Zhengzhou. Antalet invånare är 47 647. Befolkningen består av 22 987 kvinnor och 24 660 män. Barn under 15 år utgör 21,0 %, vuxna 15-64 år 67 %, och äldre över 65 år 10,0 %.
Runt Zhongtou är det mycket tätbefolkat, med 1 177 invånare per kvadratkilometer. Närmaste större samhälle är Jia Xian Chengguanzhen, 12,3 km väster om Zhongtou. Trakten runt Zhongtou består till största delen av jordbruksmark.
Genomsnittlig årsnederbörd är 819 millimeter. Den regnigaste månaden är september, med i genomsnitt 157 mm nederbörd, och den torraste är januari, med 5 mm nederbörd.